# Museo delle civiltà
Il Museo delle Civiltà è un museo statale italiano, situato nel quartiere dell'EUR a Roma.

## Storia
Il museo è nato nel 2016 in seguito a tre decreti del ministro per i beni e le attività culturali e per il turismo Dario Franceschini. Il nuovo istituto ha così riunito entro un'unica amministrazione, dotata di autonomia speciale, le collezioni di quattro musei nazionali fino ad allora separati, tre dei quali erano comunque già collocati nelle rispettive sedi in piazza Guglielmo Marconi, ovvero:
- Museo nazionale preistorico etnografico,[2][3]
- Museo nazionale delle arti e tradizioni popolari,[4]
- Museo nazionale dell'Alto Medioevo,[5]
- Museo nazionale d'arte orientale.[3]

A questi si aggiunsero in seguito le collezioni di altri due musei disciolti, ovvero il Museo africano e il Museo geologico nazionale.
Inizialmente il Museo delle civiltà si era proposto soprattutto come un "museo di musei", mantenendo una distinzione formale tra i sei istituti e intitolandoli ai rispettivi fondatori o comunque a figure significative per l'ambito di competenza (rispettivamente Luigi Pigorini, Lamberto Loria, Alessandra Vaccaro, Giuseppe Tucci, Ilaria Alpi e Quintino Sella).
Questi criteri, tuttavia, sono stati rivisti nel 2022, sotto la direzione di Andrea Viliani (entrato in carica ad inizio anno), il quale ha proposto un approccio diverso promuovendo l'integrazione delle collezioni in un'ottica interdisciplinare e di creazione di un moderno museo antropologico, con installazioni di arte contemporanea.

## Sede e collezioni
Il museo è ospitato in due edifici in stile razionalista, collegati tra loro da un imponente colonnato e progettati - come l'intero quartiere EUR - per tenervi l'Esposizione Universale del 1942, che non ebbe mai luogo a causa dello scoppio della seconda guerra mondiale.
Il Museo delle arti e tradizioni popolari è collocato nel Palazzo delle tradizioni popolari, appositamente concepito per accoglierne i reperti: essi avrebbero dovuto infatti costituire la Mostra delle arti e tradizioni popolari durante EUR42. Il museo aprì però solo nel 1956.
Il Museo preistorico etnografico e il Museo dell'Alto Medioevo sono invece collocati sin dal 1977 nel coevo Palazzo delle Scienze, originariamente progettato e costruito per accogliere la Mostra della scienza universale durante EUR42.
Presso il medesimo edificio sono state poi collocate le collezioni degli altri musei confluiti nel Museo delle Civiltà:
- il Museo nazionale d'arte orientale, già sito a palazzo Brancaccio nel rione Esquilino;[3]
- l'ex Museo coloniale (disciolto Museo africano), che esponeva reperti legati al colonialismo italiano, per i quali è stato proposto un allestimento critico e de-coloniale;[6]
- infine, a seguito di un accordo tra l'ISPRA e il Museo delle Civiltà,[12] sono qui confluite anche le collezioni di geo-paleontologia e di lito-mineralogia dell'ex Museo geologico nazionale (in precedenza a Palazzo Canevari nel rione Sallustiano). Un primo allestimento delle collezioni ISPRA è stato presentato nel dicembre 2022[13] e la loro musealizzazione sarà completata entro la fine del 2024.[7]

## Direttori
Dalla sua fondazione, il museo è stato diretto da:
- Leandro Ventura (1 settembre 2016 - 9 aprile 2017)
- Filippo Maria Gambari (10 aprile 2017 - 19 novembre 2020)[14]
- Loretta Paderni (ad interim)
- Andrea Viliani (dal 26 gennaio 2022)

## Selezione di opere

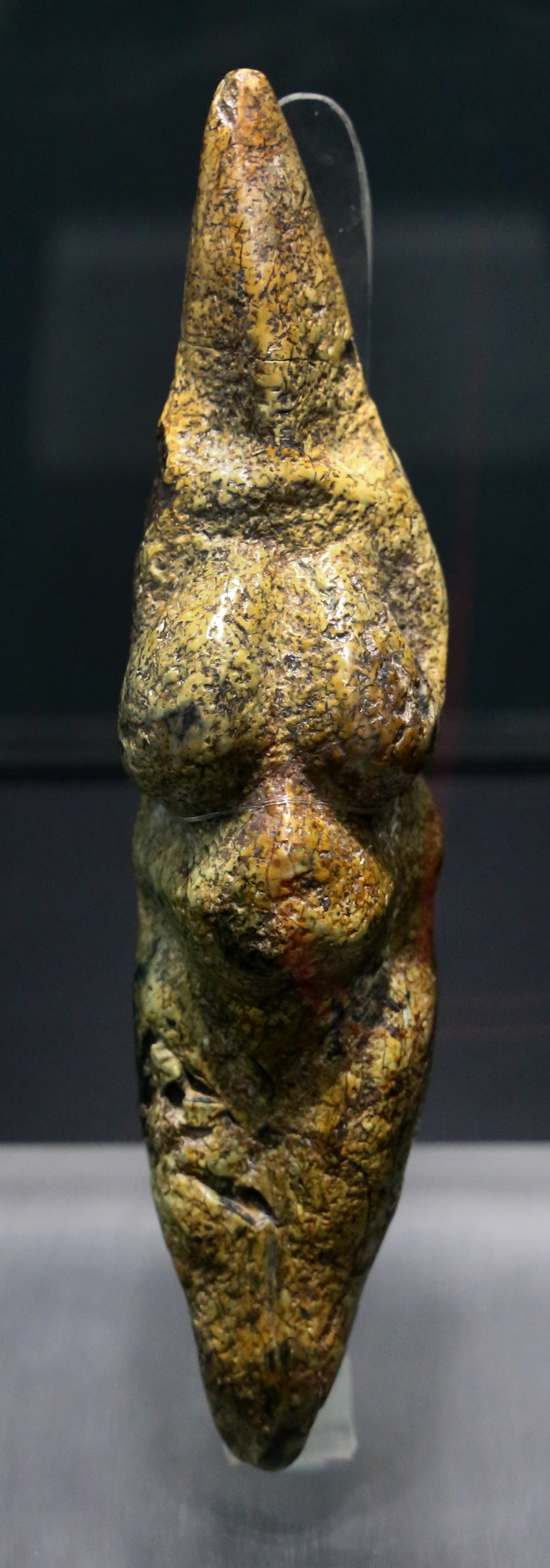
Venere di Savignano - Paleolitico superiore
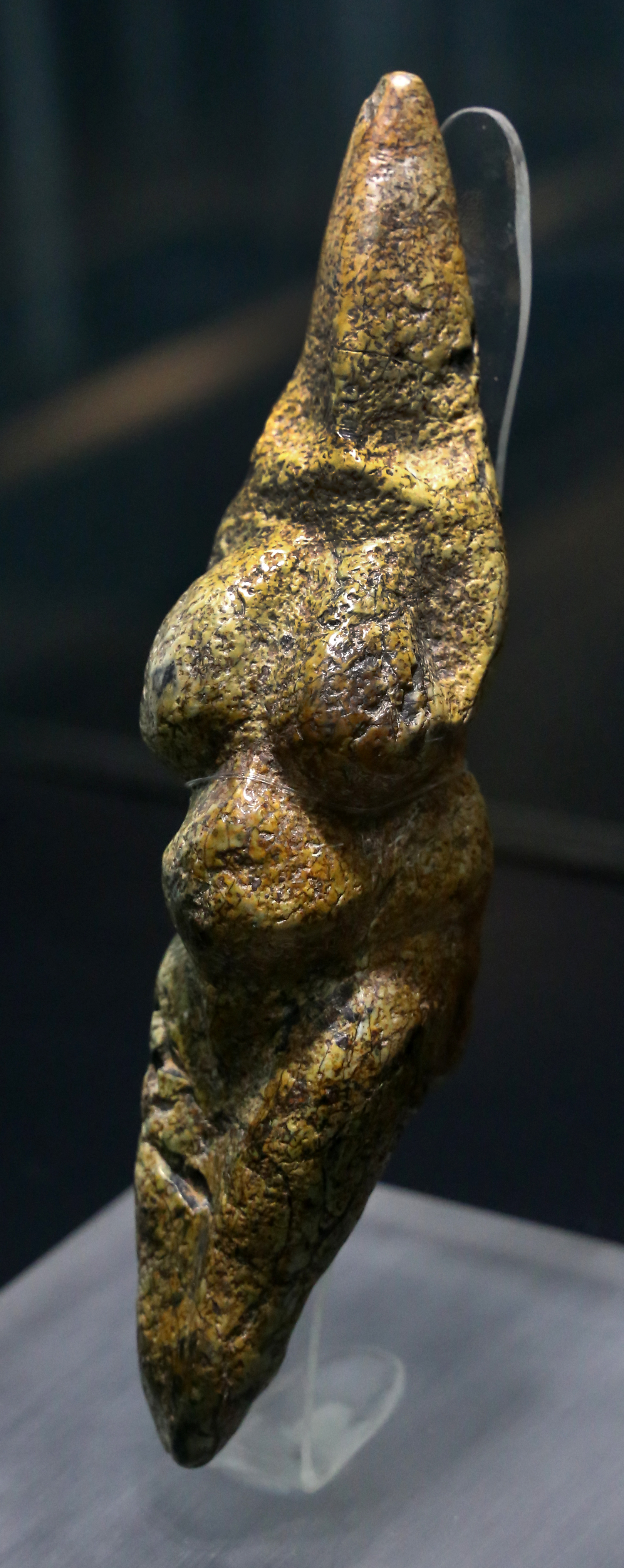
Venere di Savignano - Paleolitico superiore
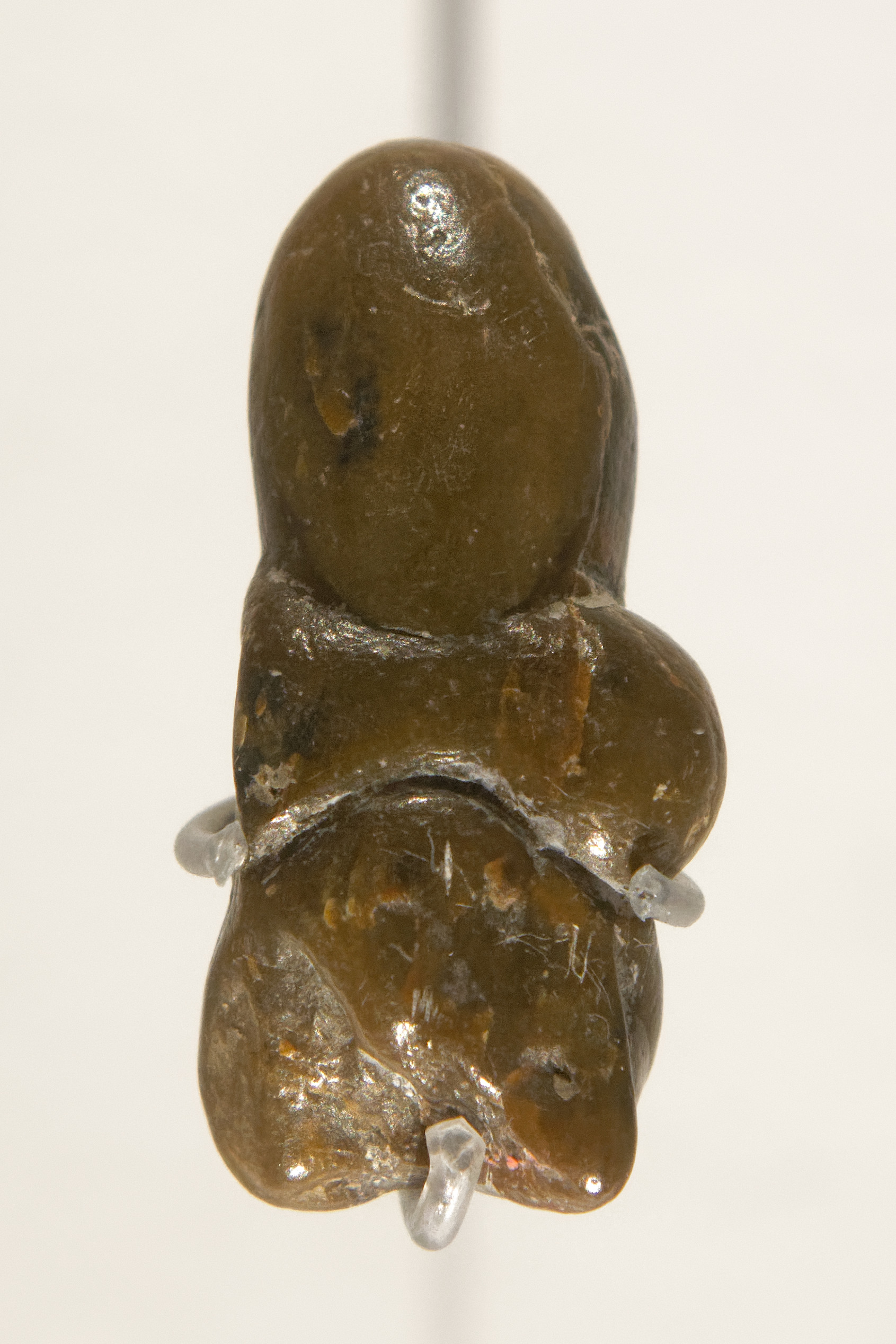
Venere del Trasimeno
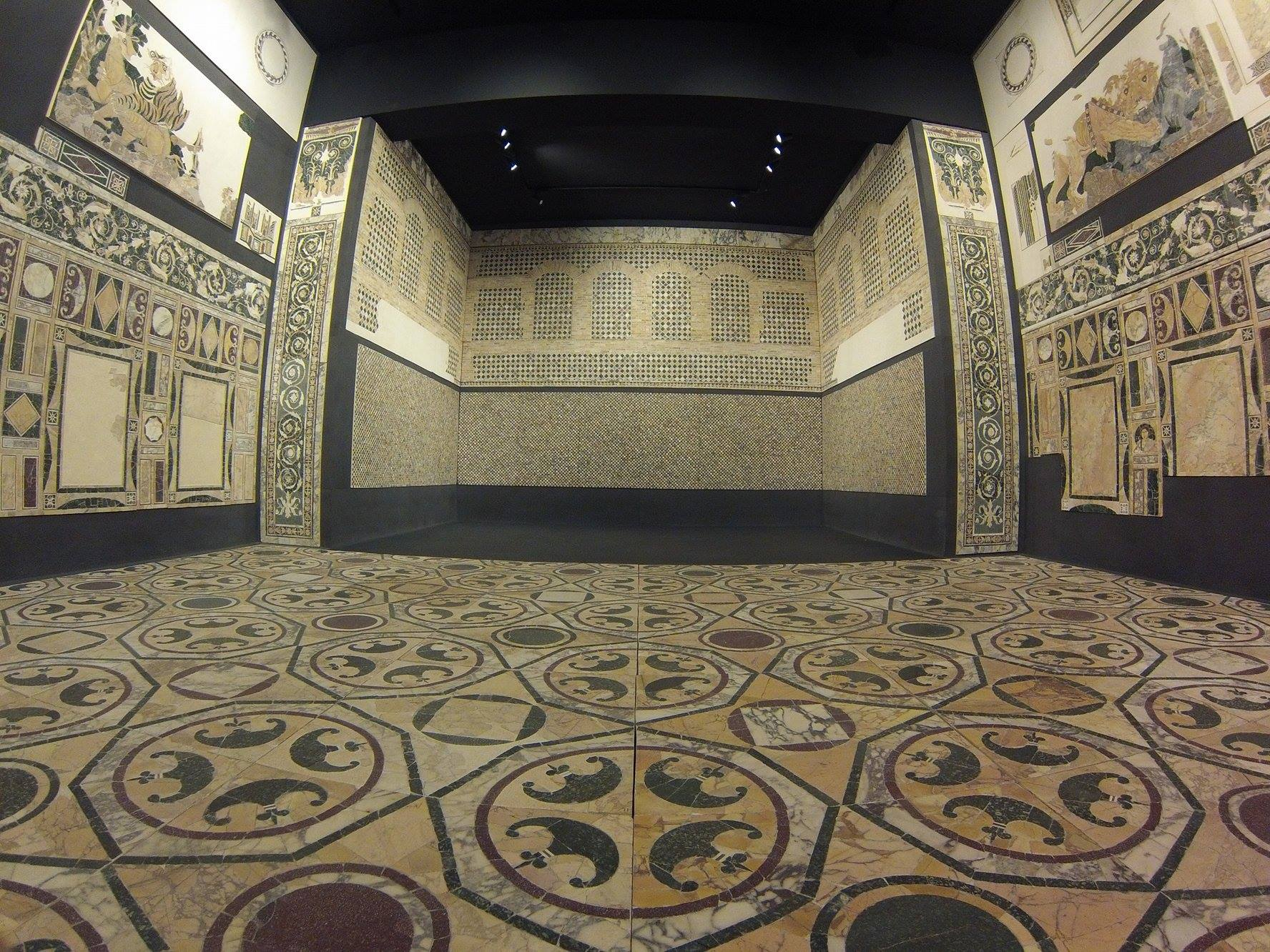
Domus in opus sectile di Porta Marina - da Ostia Antica, tardo IV secolo d.C.
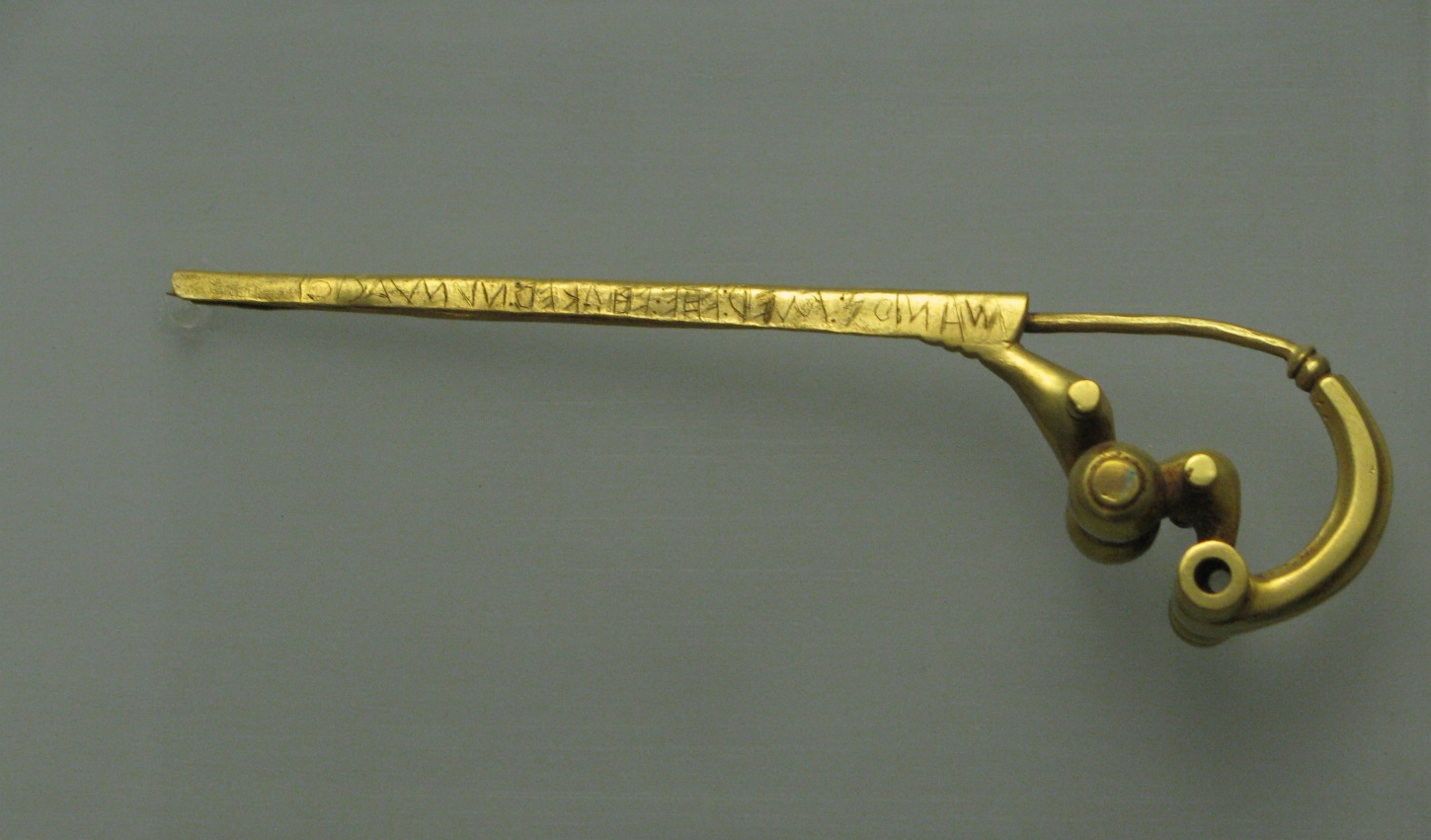
Fibula prenestina - metà del VII secolo a.C.
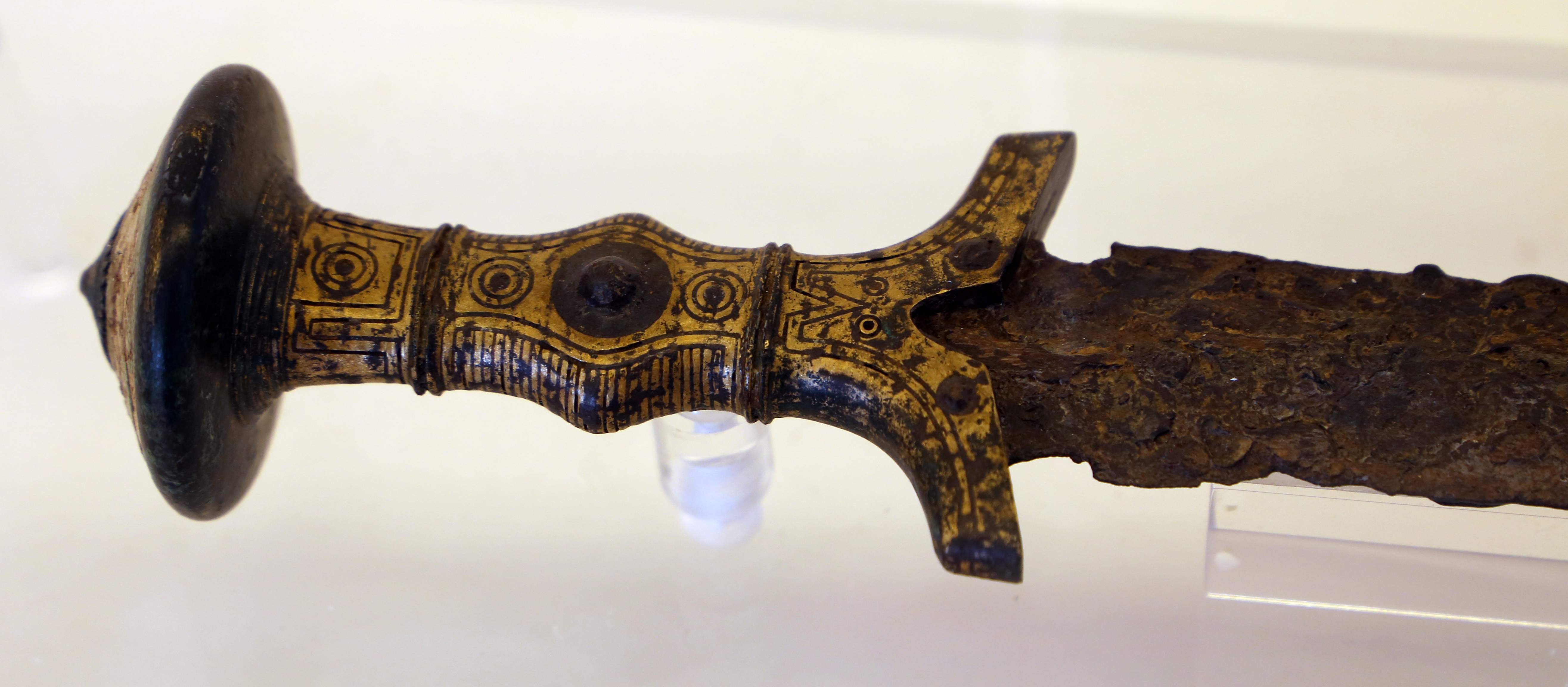
Spada di tipo centroeuropeo con pomello in avorio - dalla tomba di Rivoli Veronese, VIII secolo a.C.
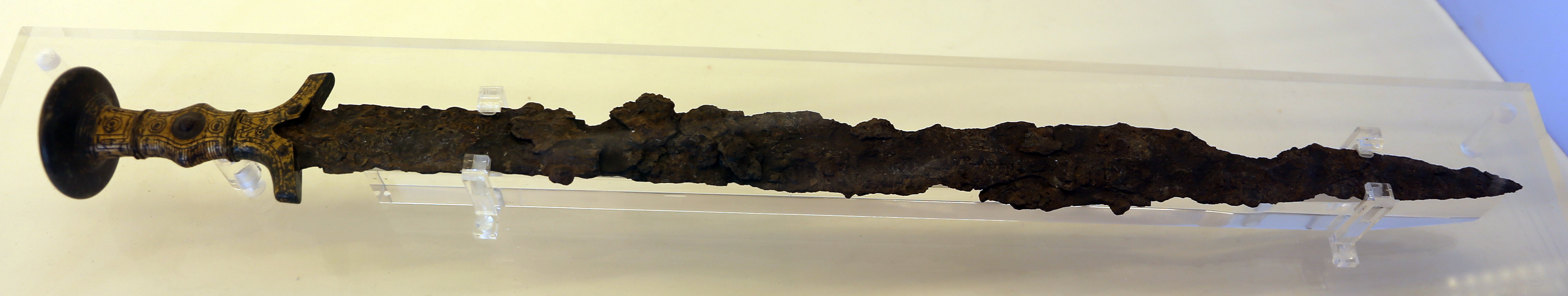
Spada di tipo centroeuropeo con pomello in avorio - dalla tomba di Rivoli Veronese, VIII secolo a.C.
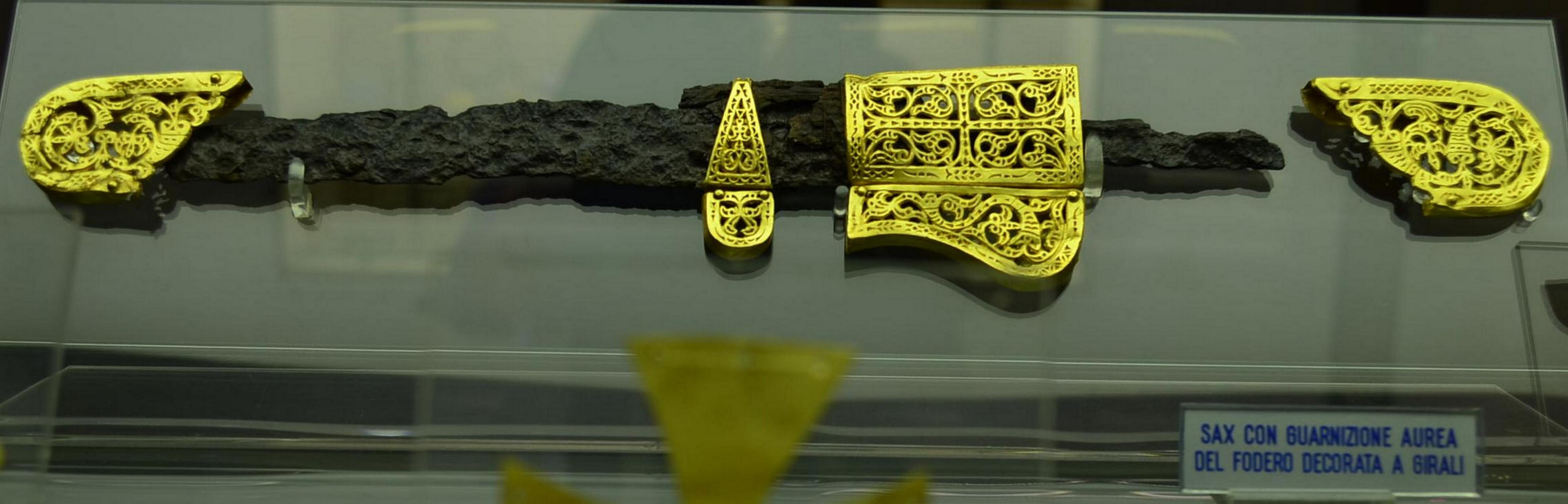
Sax in ferro decorato con lamina d'oro
Sella d’oro del cavaliere di Castel Trosino - arte longobarda, prima metà VII secolo d.C:
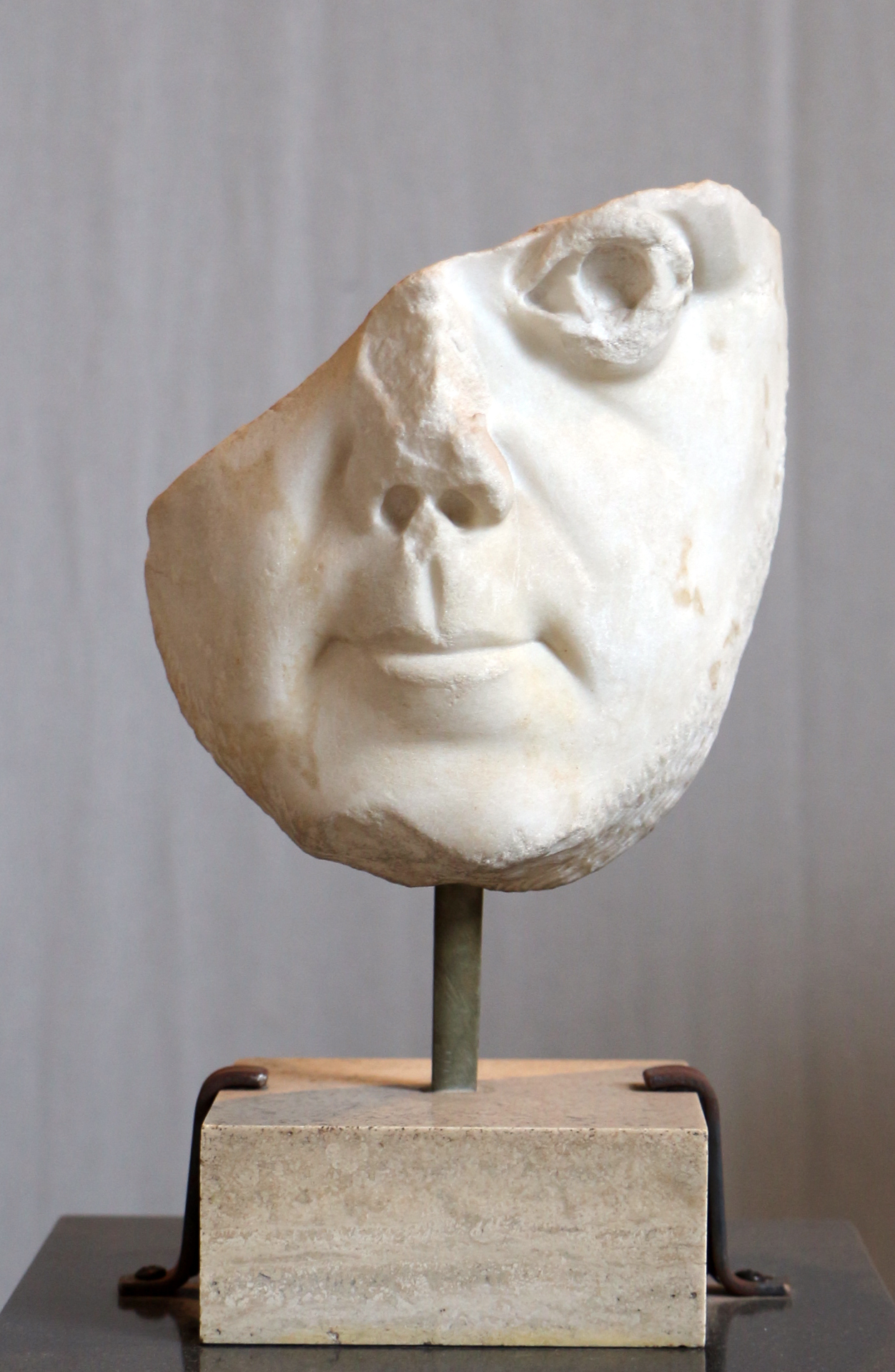
Ritratto maschile frammentario - 500/550 d.C.
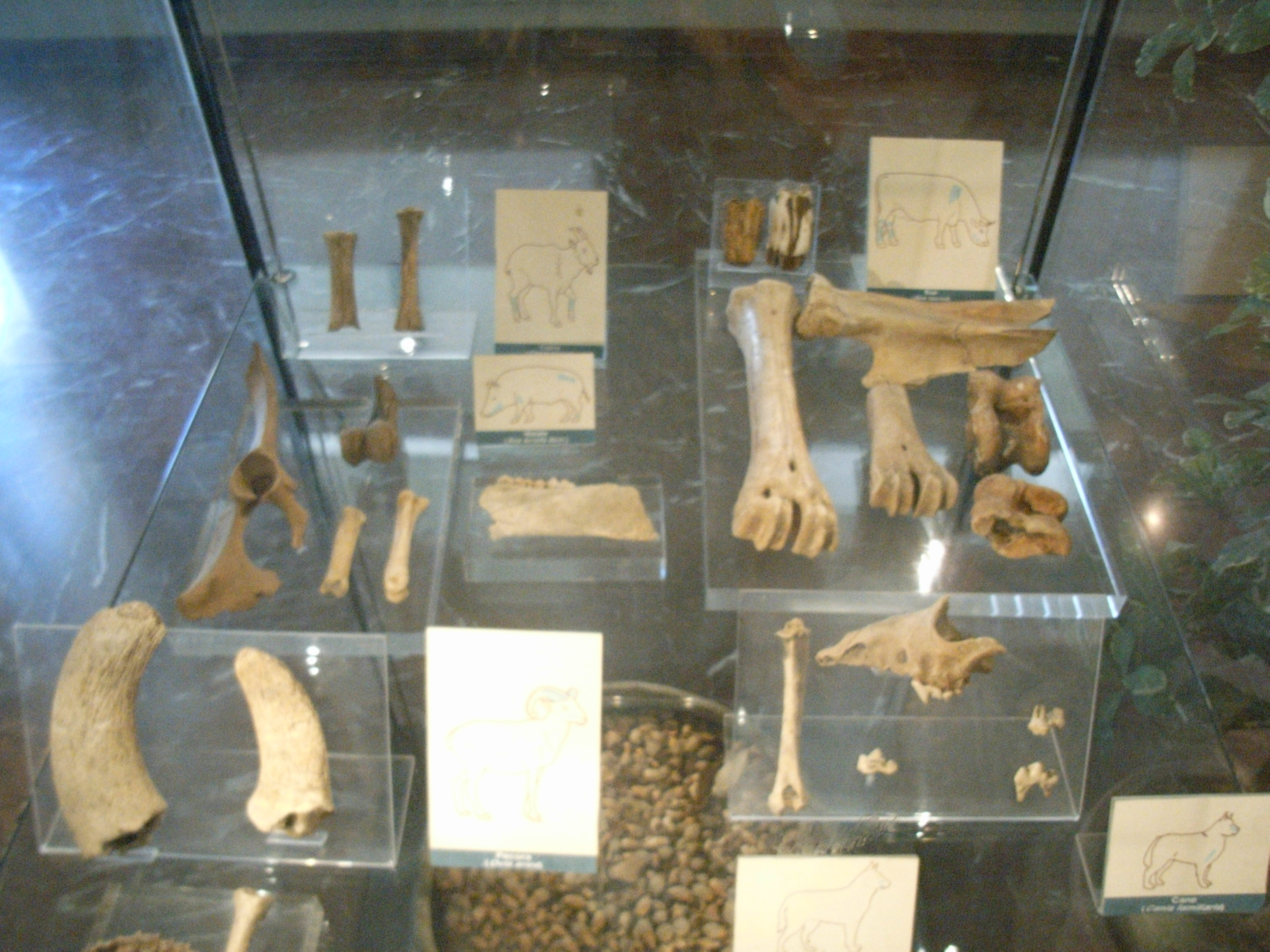
Reperti paleontologici
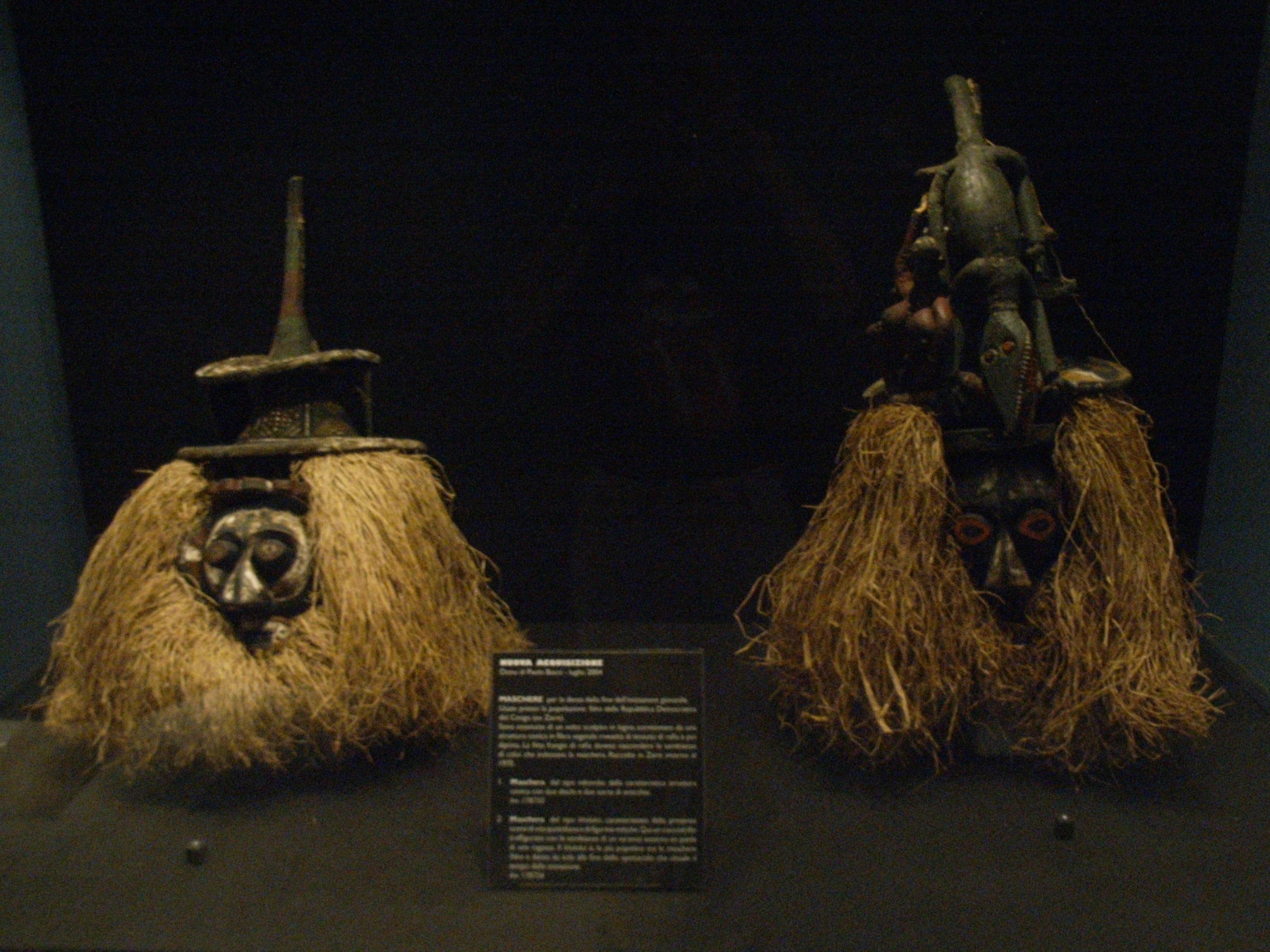
Maschere africane
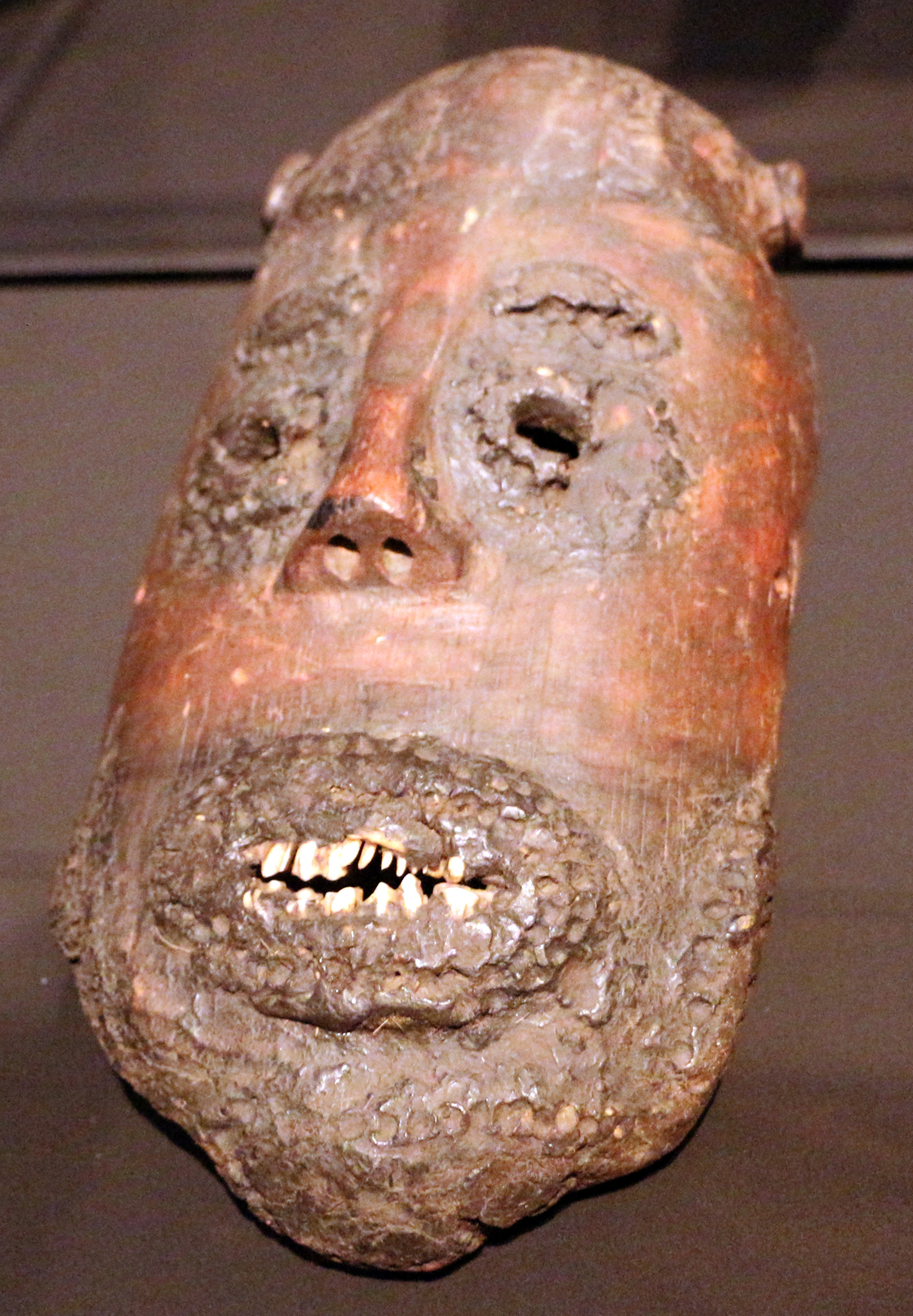
Maschera, Kongo-Yombe, Congo, XIX secolo
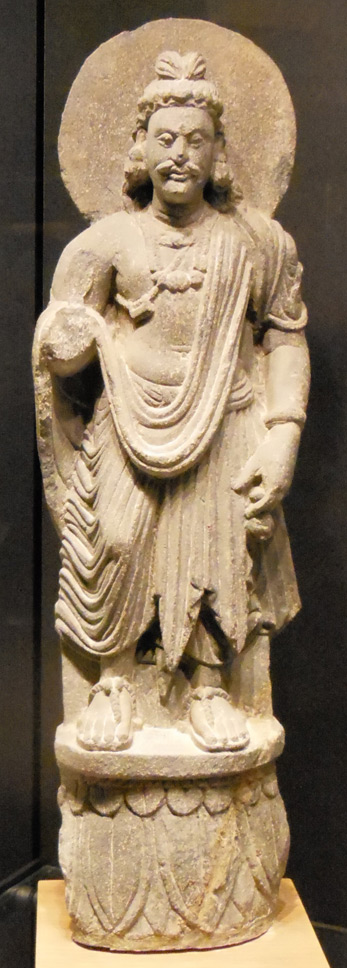
Statua di Maitreya - arte del Gandhara (depositi)
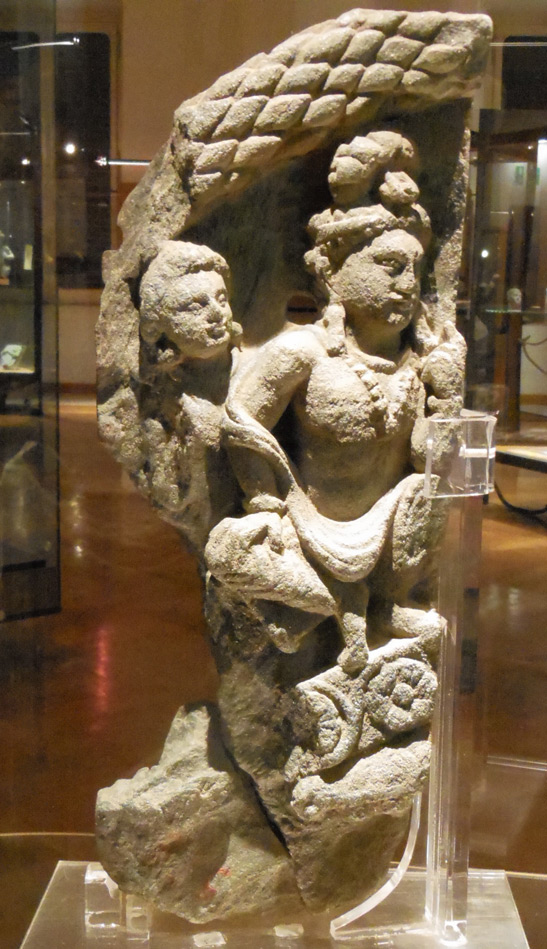
Rilievo a due facce - arte del Gandhara (depositi)
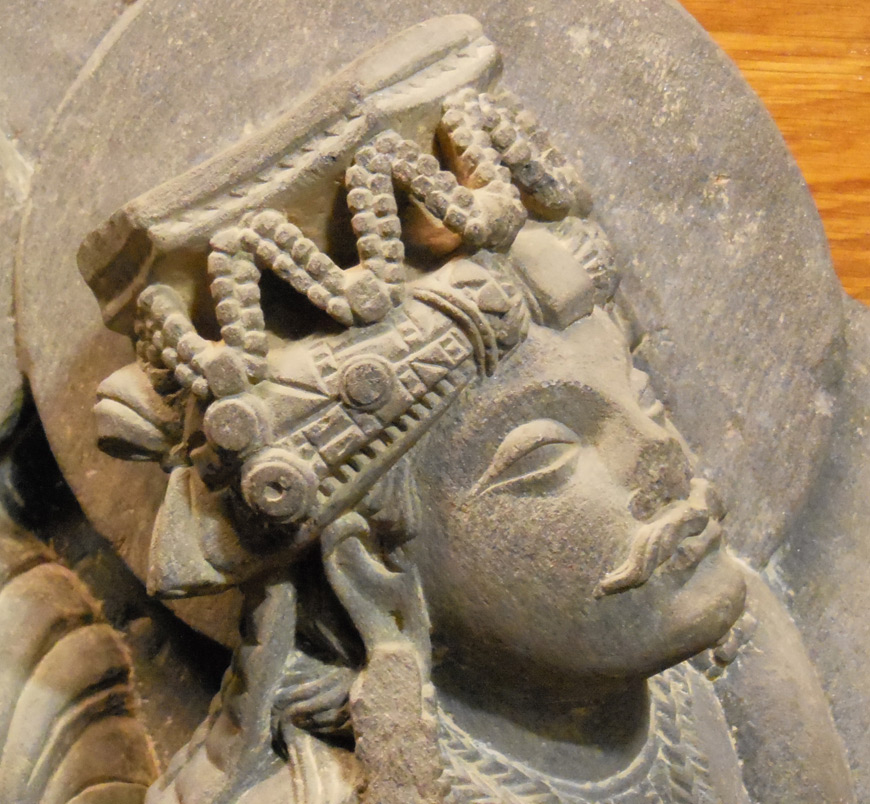
Rilievo - arte del Gandhara (depositi)
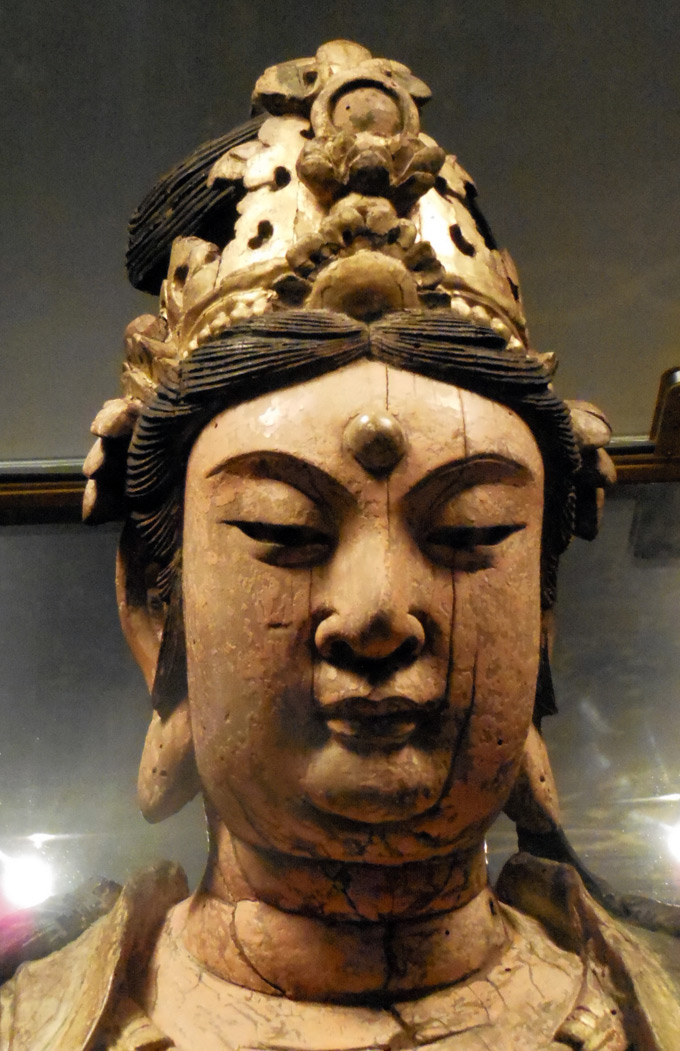
Statua di Guanyin - Cina, dinastia Song o Jin (depositi)
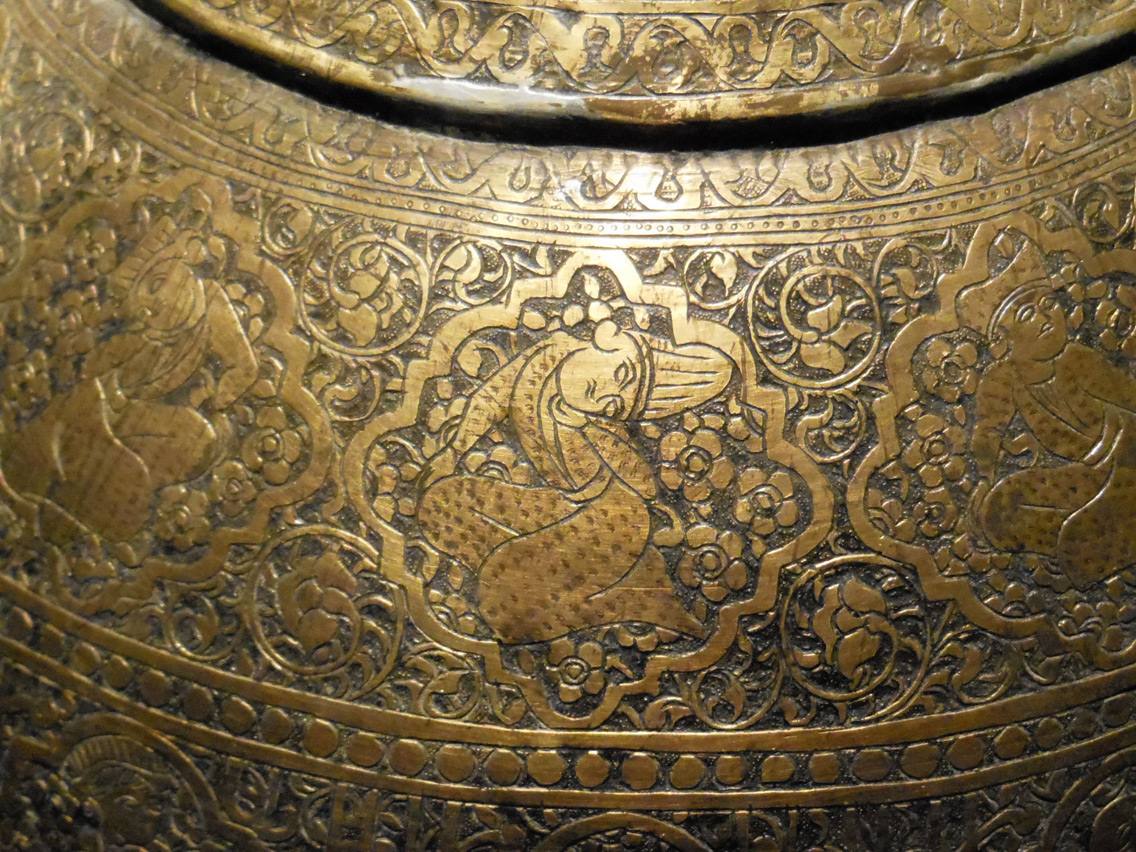
Bruciaprofumi - Iran, XIX secolo (depositi)
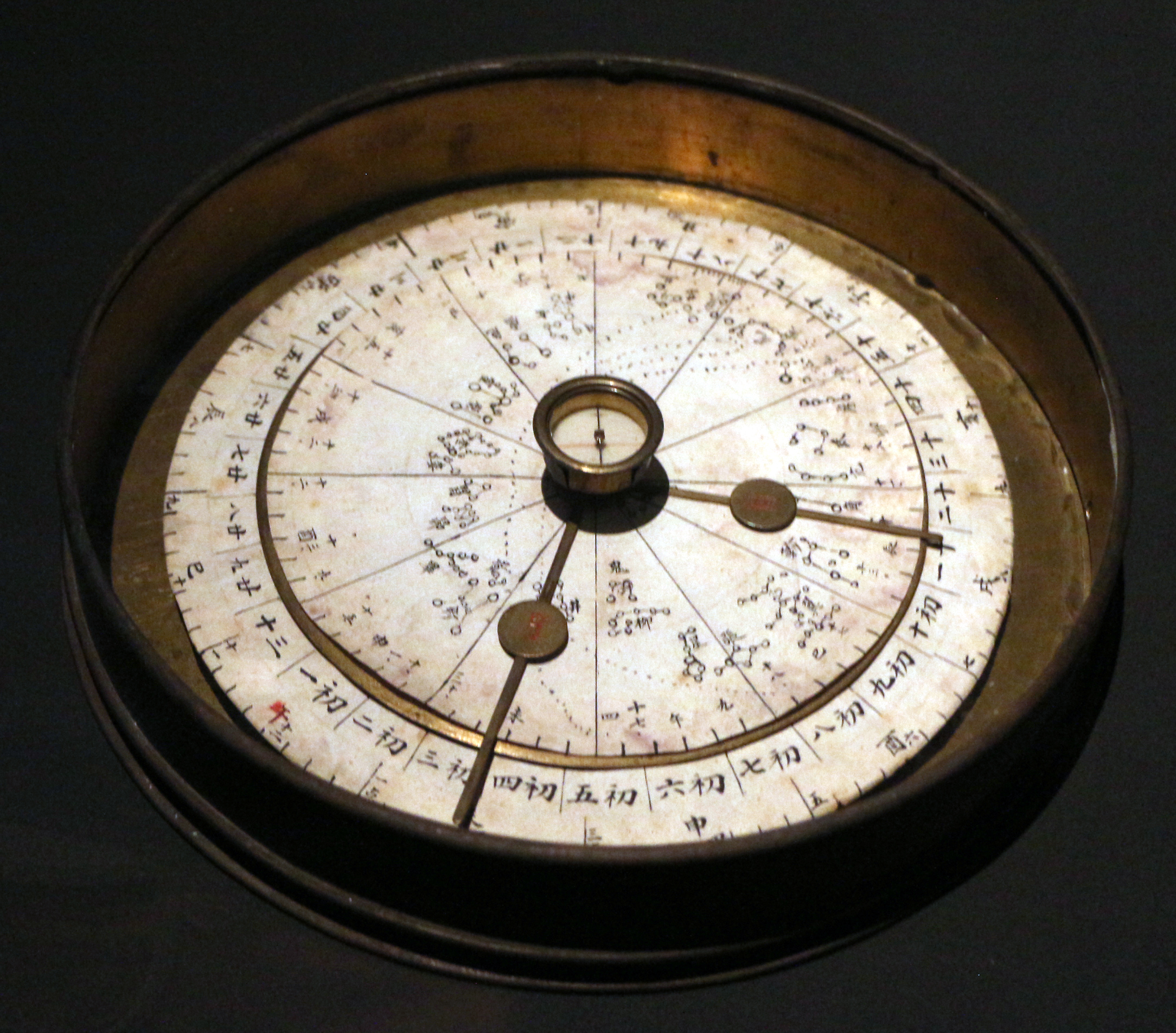
Bussola per costellazioni - XIX secolo
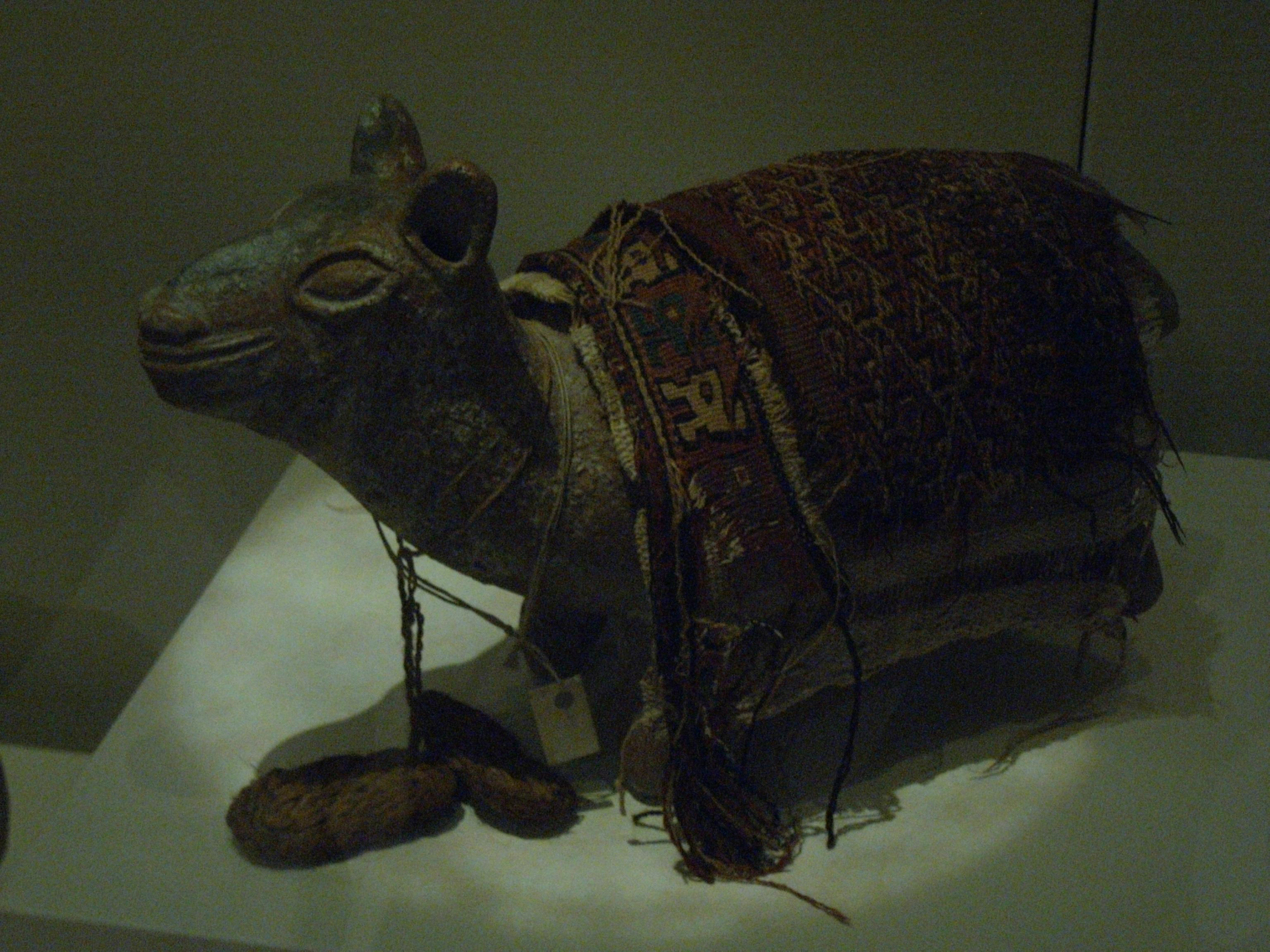
Lama - Sud America
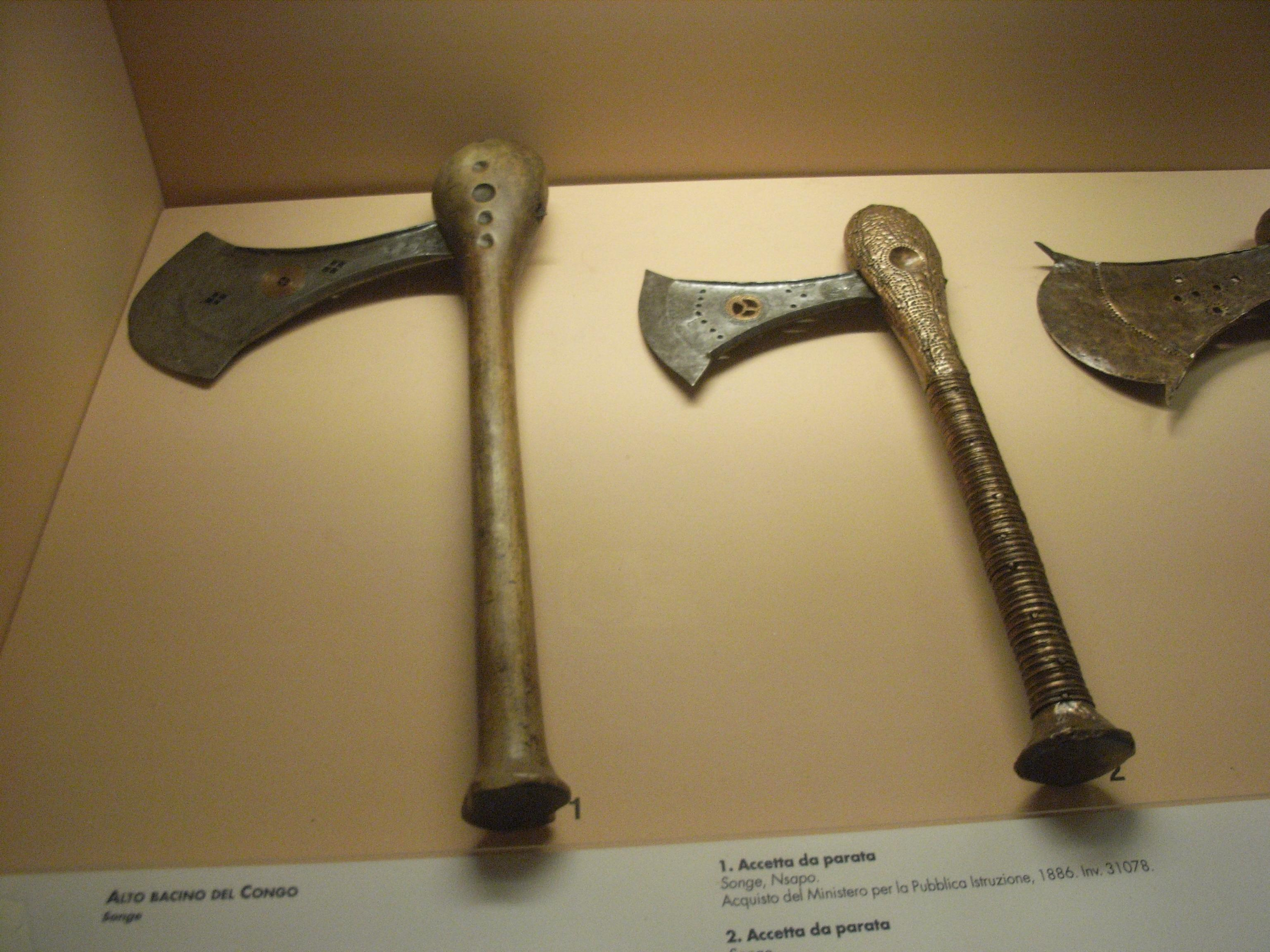
Accette africane - alto bacino del Congo
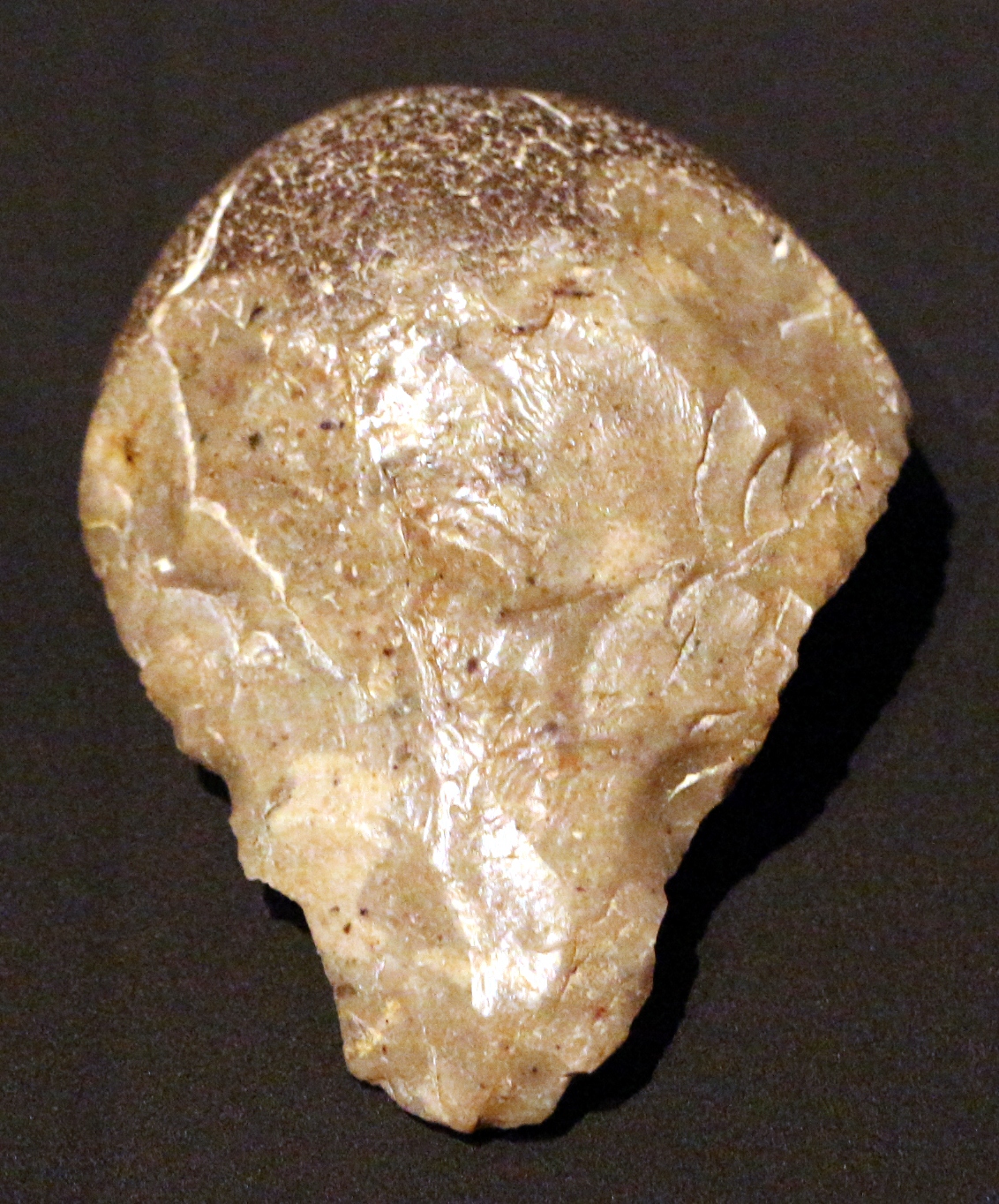
Amigdala - 300.000/250.000 a.C.
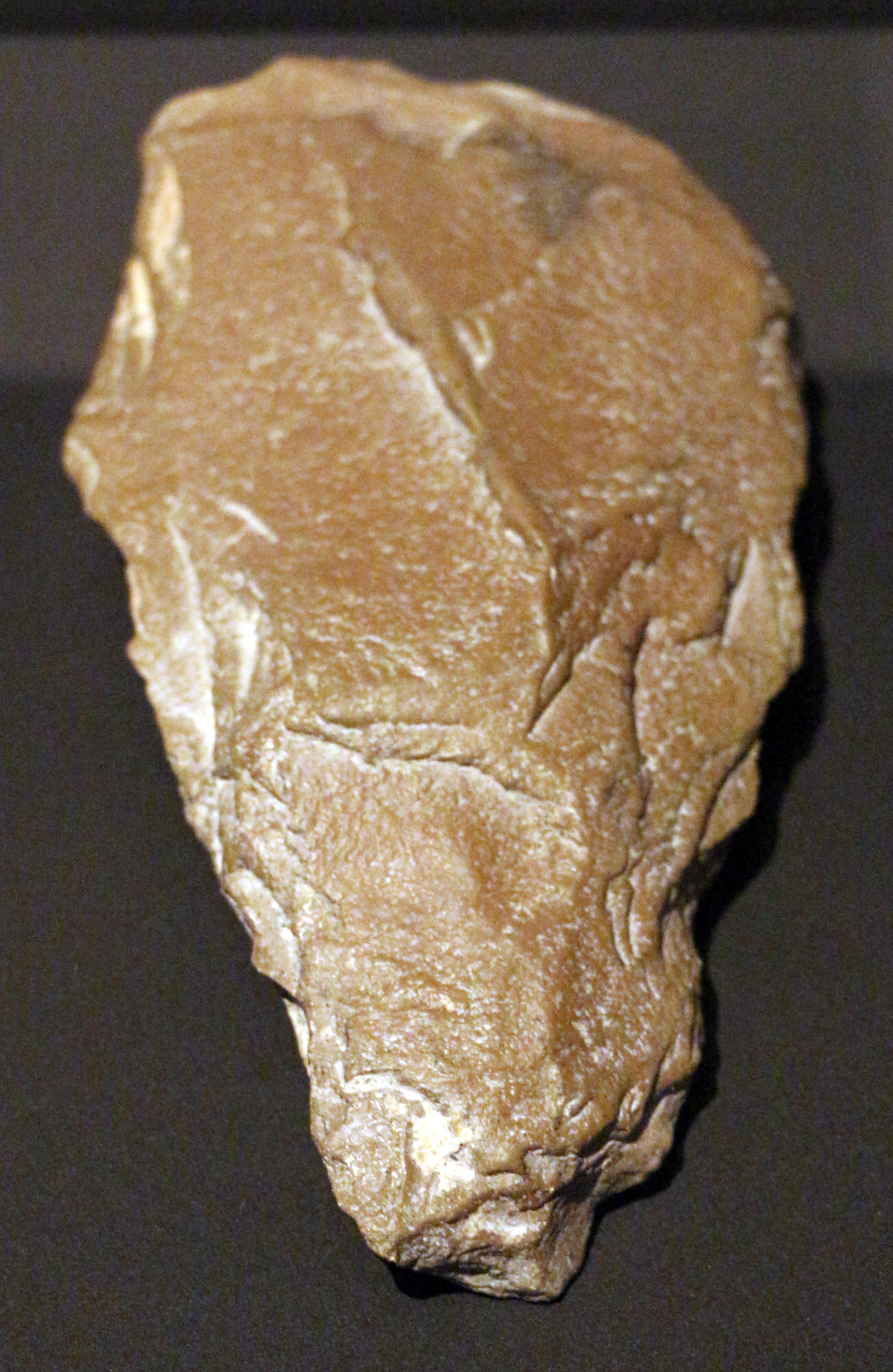
Amigdala - 300.000/250.000 a.C.
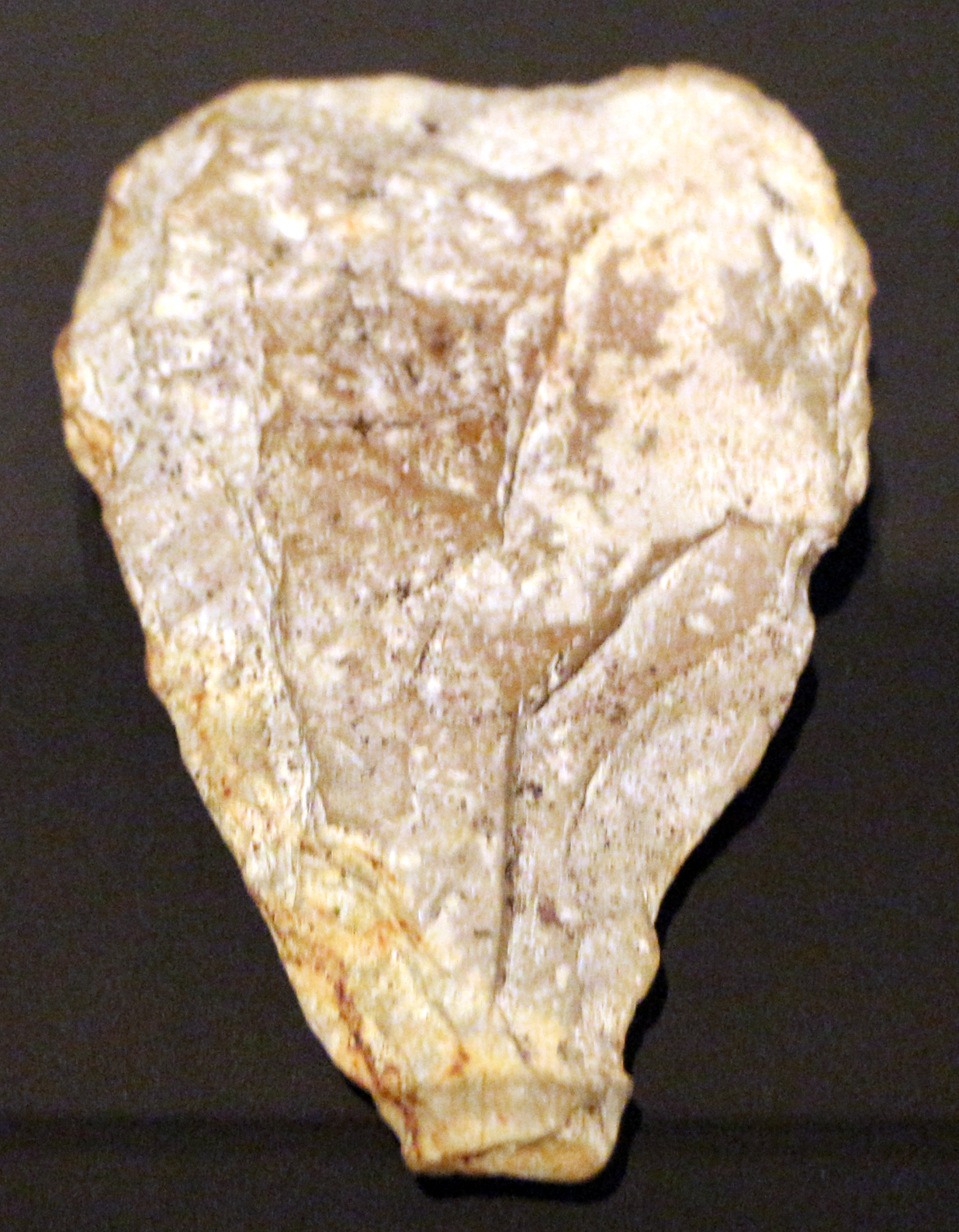
Amigdala - 300.000/250.000 a.C.
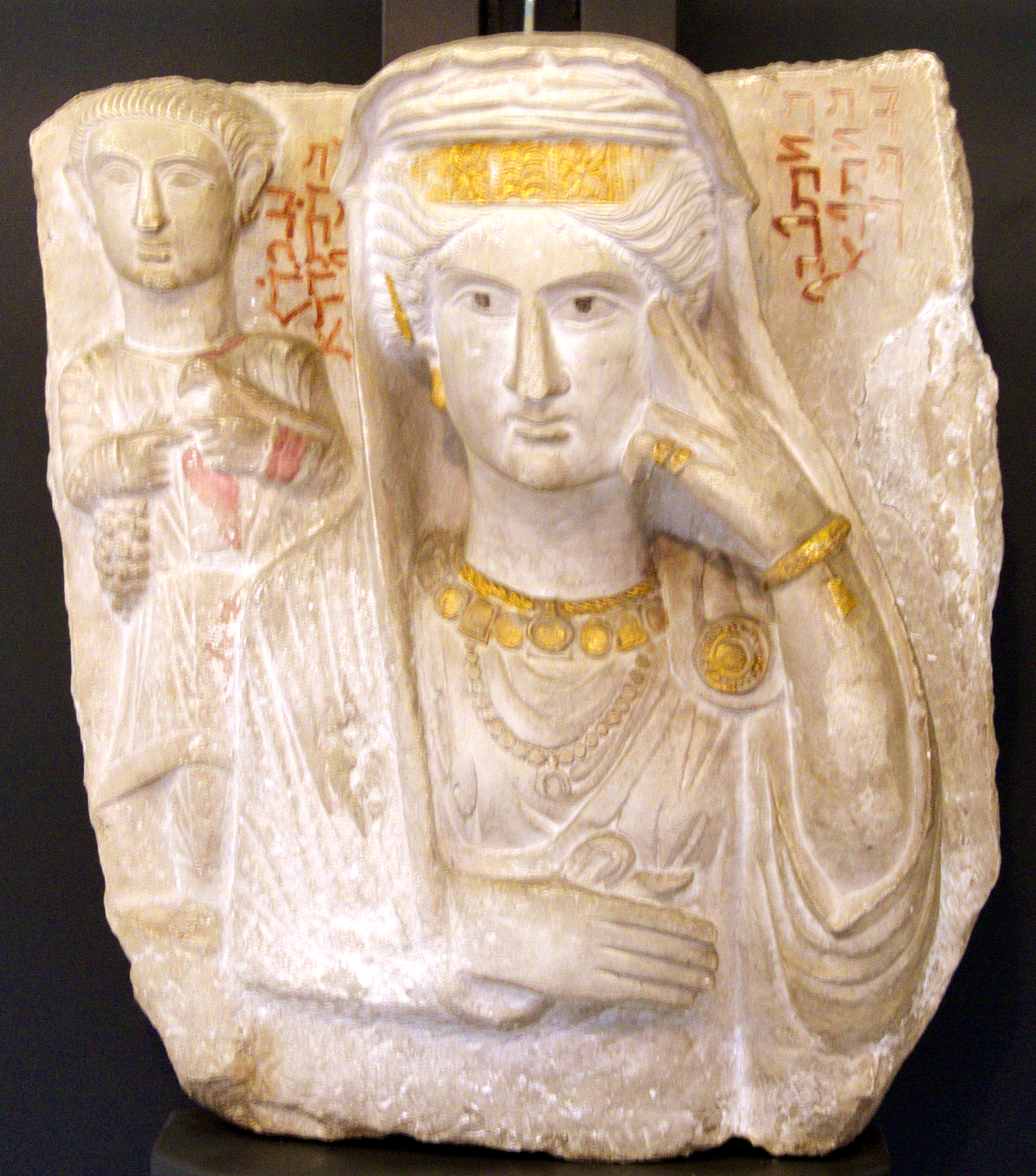
Rilievo funerario di Batmalkû (dall'ex MNAO – Museo nazionale d'arte orientale Giuseppe Tucci)